# Frederick Lau
Frederick Lau, född 17 augusti 1989 i Västberlin, är en tysk skådespelare. Han är i Sverige mest känd för sina roller i filmerna Die Welle, Victoria samt för sin roll i 4 Blocks.

## Tv-serier/filmer (urval)
- 2007-2008: Tatort
- 2008: Die Welle
- 2008: Doctor's Diary
- 2009: The Countess
- 2011: The Sinking of the Laconia
- 2011: Go West - Freedom at Any Price
- 2012: A Coffee in Berlin (Oh Boy)
- 2015: Victoria
- 2017: 4 Blocks
- 2017: The Captain
- 2020: Rising High
- 2025 – Brick